# Gostków (Ciechanów)
Gostków – północna część miasta Ciechanowa w Polsce, w województwie mazowieckiem, w powiecie ciechanowskim. Rozpościera się w rejonie ulic Krasińskiego i Konopnickiej.